# علاقات إسرائيل وكردستان العراق
تغطي علاقات إسرائيل وكردستان العراق (بالكردية: ئیسرائیل-کوردستان عه‌لاقات)؛ (بالعبرية: יחסי ישראל-כורדיסטן‏) الخلفية التاريخية للعلاقات بين أكراد العراق والإسرائيليين، والعلاقات السياسية والاقتصادية الحالية بين دولة إسرائيل وإقليم كردستان العراق.
لا توجد صيغة رسمية للعلاقات بين إسرائيل وكردستان العراق، وإن كانت هناك مزاعم تفيد بوجود العديد من الاتصالات بين الكيانين على مستويات الحكومة وقطاع الأعمال. وقد اتهمت إيران وسوريا كردستان العراق بإقامة علاقات مع إسرائيل. قال مسعود بارزاني، الرئيس السابق لإقليم كردستان العراق وزعيم الحزب الديمقراطي الكردستاني أن «إقامة علاقات بين الأكراد وإسرائيل ليست جريمة نظراً لكون العديد من الدول العربية لها علاقات مع الدولة العبرية».
حسب تصريحات المسؤولين الإسرائيليين، فإن إسرائيل تدعم إنشاء دولة كردية مستقلة، وتوصف العلاقات بين إسرائيل وكردستان بأنها «مثالية»، ورأي الاكراد بإسرائيل ايجابي بشكل عام، على عكس العرب الذين لديهم رأي سلبي عن إسرائيل.

## خلفية تاريخية
على أساس هذه العلاقات، عاش يهود كردستان بحرية جنبا إلى جنب مع المسلمين والمسيحيين لأجيال في أمن نسبي. أولئك الذين هاجروا إلى إسرائيل يتذكرون التجارب الإيجابية التي مروا بها مع آبائهم وأجدادهم في المجتمع القبلي الكردي. بدون هذه الجذور، لم تكن دولة إسرائيل قادرة على إقامة علاقات حقيقية مع القادة الأكراد، الذين كانوا في معظمهم من القبائل.
وكانت العلاقات بين إسرائيل وكردستان العراق قد تدهورت قليلاً في فبراير 1999، عندما اتهم الأكراد الموساد بمهام استخبارية ومهام خاصة لتوفير المعلومات التي أدت إلى اعتقال زعيم حزب العمال الكردستاني عبد الله أوجلان في كينيا. هاجم المتظاهرون الأكراد السفارة الإسرائيلية في برلين، مما أسفر عن مقتل ثلاثة متظاهرين من قبل قوات الأمن الإسرائيلية.

### الدعم الإسرائيلي للحزب الديمقراطي الكردستاني في الستينيات والسبعينيات
ووفقًا لما ذكره إليعزر تسافرير، وهو مسؤول كبير سابق في الموساد، في 1963-1975، كان لدى إسرائيل مستشارون عسكريون في مقر الملا مصطفى بارزاني، وقامت بتدريب وتزويد الوحدات الكردية بالأسلحة النارية والمدفعية الميدانية والمدفعية المضادة للطائرات.

## العلاقات السياسية
في الستينيات من القرن الماضي، تطورت علاقات التعاون السرية بين دولة إسرائيل والقادة الأكراد بقيادة مصطفى بارزاني. هذه الاتصالات، التي تم تفعيلها من خلال ممثلي إسرائيل في إيران، تم تجميدها في أعقاب اتفاق الجزائر عام 1975.
بدأت المنظمات اليهودية في جميع أنحاء العالم حملات لكسب التأييد لمساعدة الأكراد في كردستان العراق خلال عملية عاصفة الصحراء لوقف أعمال الاضطهاد التي تقوم بها الحكومة العراقية. وقدمت إسرائيل أيضا، عن طريق كردستان تركيا، بنود الإسعافات الأولية إلى كردستان العراق، ورئيس الوزراء الإسرائيلي إسحاق شامير، خلال اجتماع مع وزير خارجية الولايات المتحدة، جيمس بيكر، دعا الحكومة الأمريكية إلى الدفاع عن الأكراد.
وأفادت وسائط الإعلام الإسرائيلية في عام 2004 عن اجتماعات المسؤولين الإسرائيليين مع الزعماء السياسيين الأكراد عندما أكد مسعود بارزاني، وجلال طالباني، ورئيس الوزراء الإسرائيلي السابق أرييل شارون علنا العلاقات الطيبة مع إقليم كردستان العراق.
وأجاب رئيس كردستان العراق، مسعود بارزاني، على سؤال أثناء زيارته الكويت في مايو 2006 بشأن العلاقة بين الأكراد والإسرائيليين: «ليس جريمة إقامة علاقات مع إسرائيل. وإذا أقامت بغداد علاقات دبلوماسية مع إسرائيل، يمكننا أن نفتح قنصلية في أربيل.» وقد أذاع التلفزيون الإسرائيلي في الماضي صوراً من الستينات من القرن الماضي التي تظهر والد مسعود بارزاني، مصطفى بارزاني، وهو يضم وزير الدفاع الإسرائيلي آنذاك، موشيه دايان.
وفي خطاب السياسة العامة لعام 2014، أيد رئيس الوزراء الإسرائيلي بنيامين نتنياهو إنشاء دولة كردية مستقلة. وادعى ما يلي: «الشعب الكردي هو شعب يكافح، وقد أثبت التزامه السياسي واعتداله السياسي، كما أنه جدير باستقلاله السياسي».
ووفقاً للتقارير الأخيرة، هناك بين 400–730 أسرة يهودية تعيش في المنطقة الكردية. وفي 18 أكتوبر 2015، أطلقت حكومة إقليم كردستان اسم شيرزاد عمر مامساني، وهو يهودي كردي، بوصفه الممثل اليهودي لوزارة الأوقاف والشؤون الدينية.
وفي 9 سبتمبر 2017، أصبحت إسرائيل أول بلد يؤيد الاستقلال الكردي. قبل استفتاء عام 2017 على استقلال كردستان العراق، كانت إسرائيل القوة العالمية الكبرى الوحيدة التي تدعم استقلال كردستان العراق. في الهجوم العراقي الذي تلاه ضد الأكراد (المعروف بأزمة كركوك)، سرعان ما حرر الجيش العراقي الأراضي التي استولت عليها البيشمركة الكردية خارج حدود كردستان العراق خلال الحرب ضد داعش، بينها مدينة كركوك. خلال الحرب القصيرة، ضغط رئيس الوزراء الإسرائيلي بنيامين نتنياهو على القوى العالمية لمنع المزيد من الانتكاسات لأكراد العراق.

## العلاقات العسكرية
تم تهريب منير ردفا، الطيار المقاتل الآشوري الذي انشق عن الجيش العراقي عبر تحليقه بمقاتلة من طراز ميغ 21 من العراق إلى إسرائيل، بمساعدة من الأكراد.
في عام 2004، ذكرت مجلة نيويوركر أن عناصر الجيش والمخابرات الإسرائيليين المزعومين ينشطون في المناطق الكردية في إيران وسوريا والعراق، ويقدمون التدريب لوحدات الكوماندوز ويقومون بعمليات سرية. رداً على ذلك، نفت السفارة الإسرائيلية في واشنطن هذا الادعاء، الذي تم الحصول عليه في المجلة بالدرجة الأولى من ضابط مخابرات سابق مجهول الهوية ومسؤولي استخبارات حاليين في إسرائيل والولايات المتحدة وتركيا.
وفقا لتقرير هيئة الإذاعة البريطانية لعام 2006، كان هناك دليل على أن خبراء إسرائيليين قد أرسلوا إلى كردستان العراق لتوفير التدريب لبيشمركة. ورفض المسؤولون الأكراد التعليق على التقرير ونفت إسرائيل علمها بأي تورط.

## المعونة الإنسانية

### المعونة الإسرائيلية خلال عقد 2010
في سبتمبر 2014، عقب هجوم داعش في شمال العراق، أعلنت الوكالة الإسرائيلية غير الحكومية إيسرايد عن تقديم المساعدة العاجلة للمسيحيين والإيزيديين في كردستان العراق، إلى جانب اللجنة اليهودية الأمريكية. في أكتوبر 2014، قدمت الإسراء المساعدات الإنسانية للاجئين في إقليم كردستان العراق، هربا من حملة داعش الإرهابية. قدمت إسرا إيد مساعدات إلى 1,000 أسرة في دهوك لفصل الشتاء، بما في ذلك الأسرة وحليب الأطفال والبطانيات. تم تقديم مساعدات إسرا إيد بالتعاون مع الوكالة الكندية ONEXONE وبالتنسيق مع حكومة إقليم كردستان. وقال المدير التأسيسي لـإسرا إيد، شاهار زهافي، لأروتز شيفا إن الفريق الإسرائيلي استقبه بحرارة من قبل السكان الأكراد في المخيم. في أوائل عام 2015، قدمت شاحنات إسعاف 3000 مادة إلى دهوك في كردستان العراق، لمساعدة اللاجئين المسيحيين والإيزيديين.

## دور اليهود الأكراد في إسرائيل
بدأت الهجرة اليهودية من مناطق أخرى في الدولة العثمانية إلى فلسطين في القرن السادس عشر [بحاجة لمصدر]، مع استيطان المهاجرين اليهود الأوائل من كردستان في صفد. وصل اليهود الأكراد المهاجرين لاحقاً في العشرينات والثلاثينات من القرن العشرين، وقبل عام 1948 كان هناك حوالي 8 آلاف يهودي كردي في إسرائيل. واليوم، يقدر عدد السكان اليهود ذوي الخلفية الكردية في إسرائيل بأكثر من 150,000؛ يمكن إيجاد أكبر تجمع لليهود الأكراد في محيط القدس. يلعب اليهود ذوي الأصل الكردي دوراً هاماً في الحفاظ على العلاقات الثقافية والتجارية غير الرسمية بين إسرائيل وكردستان العراق.